# Bietergemeinschaft
Eine Bietergemeinschaft ist in der freien Marktwirtschaft ein Unternehmenszusammenschluss von mindestens zwei Unternehmen zur gemeinschaftlichen Bewerbung um einen Auftrag oder eine Ausschreibung, mit dem Ziel, im Auftragsfall eine Arbeitsgemeinschaft zu gründen.
Bietergemeinschaft sind in sämtlichen Vergabeordnungen vorgesehen. Nach den von der kartellrechtlichen Rechtsprechung entwickelten Kriterien sind Bietergemeinschaften zwischen auf demselben Markt tätigen Unternehmern wettbewerbsrechtlich nicht zu beanstanden, „wenn  
- die beteiligten Unternehmen ein jedes für sich objektiv aufgrund ihrer betrieblichen oder geschäftlichen Verhältnisse (z. B. mit Blick auf Kapazitäten, technische Einrichtungen und/oder fachliche Kenntnisse) zu einer Teilnahme an der Ausschreibung mit einem eigenständigen Angebot nicht leistungsfähig sind, oder
- sie für sich genommen zwar leistungsfähig sind (insbesondere über die erforderlichen Kapazitäten verfügen), Kapazitäten aufgrund anderweitiger Bindung aktuell jedoch nicht einsetzbar sind, oder
- die beteiligten Unternehmen für sich genommen leistungsfähig sind, aber im Rahmen einer wirtschaftlich zweckmäßigen und kaufmännisch vernünftigen Entscheidung erst der Zusammenschluss ein Erfolg versprechendes Angebot ermöglicht (subjektives Kriterium).“[1]

Unzulässig sind dagegen Vereinbarungen zwischen Unternehmen, Beschlüsse von Unternehmensvereinigungen und aufeinander abgestimmte Verhaltensweisen, die eine Verhinderung, Einschränkung oder Verfälschung des Wettbewerbs bezwecken oder bewirken (Bieterkartelle, § 1, § 124 Abs. 1 Nr. 4 GWB).